# هوراس هنت
هوراس هنت (بالإنجليزية: Horace Hunt)‏ (15 يوليو 1907 في أستراليا - 15 أكتوبر 1984) هو لاعب كريكت أسترالي. لعب مع فريق فكتوريا للكريكت.

## وصلات خارجية
- هوراس هنت على موقع إي آس بي آن كريك إنفو (الإنجليزية)